# 大球桿毛蕨
大球桿毛蕨（学名：Nesopteris grandis），为膜蕨科球桿毛蕨属下的一个植物种。